# Pietro Bertano
Pietro Bertano, auch Pietro Bertani O.P. (* 4. November 1501 in Nonantola; † 8. März 1558 in Rom) war ein Theologe und Kardinal der Römischen Kirche.
Aus einer hochstehenden Familie aus Modena stammend, trat er in jungen Jahren in den Dominikanerorden ein, wo er unter anderem von dem bedeutenden Ordenstheologen Tommaso Badia, dem späteren Kardinal, unterrichtet wurde. Er wurde selbst ein bedeutender Theologe und unterrichtete als Lektor der Theologie unter anderem in Bologna, Ferrara und Venedig. Auch predigte er in zählreichen Städten  Italiens. Pater Pietro wurde Ercole Gonzagas persönlicher Theologe, da er vor allem ein ausgewiesener Kenner von Augustinus und Thomas von Aquin war.
Er wurde 1537 Bischof von Fano, diente dem Papst in diplomatischer Mission und war von 1546 bis 1547 an der Reformarbeit des Konzils von Trient beteiligt. Im Jahr 1546 wurde er von den Konzilsvätern als Gesandter zu Kaiser Karl V. und Papst Paul III. geschickt, um die Meinungsverschiedenheit über die für die Fortsetzung des Konzils ausgewählte Stadt Bologna beizulegen. Bereits Papst Paul III. hatte ihn für die Kardinalswürde vorgesehen, da dieser jedoch vorzeitig starb, wurde er erst am 20. November 1551 unter Julius III. zum Kardinal kreiert und am 4. Dezember des Jahres als Kardinalpriester von Santi Marcellino e Pietro al Laterano installiert.
Nach seinem Tode in Rom im März 1558 wurde der Kardinal bei der Kapelle des Gekreuzigten in der Dominikanerkirche Santa Sabina beigesetzt.